# Oliver Roth (jazzmuzikant)

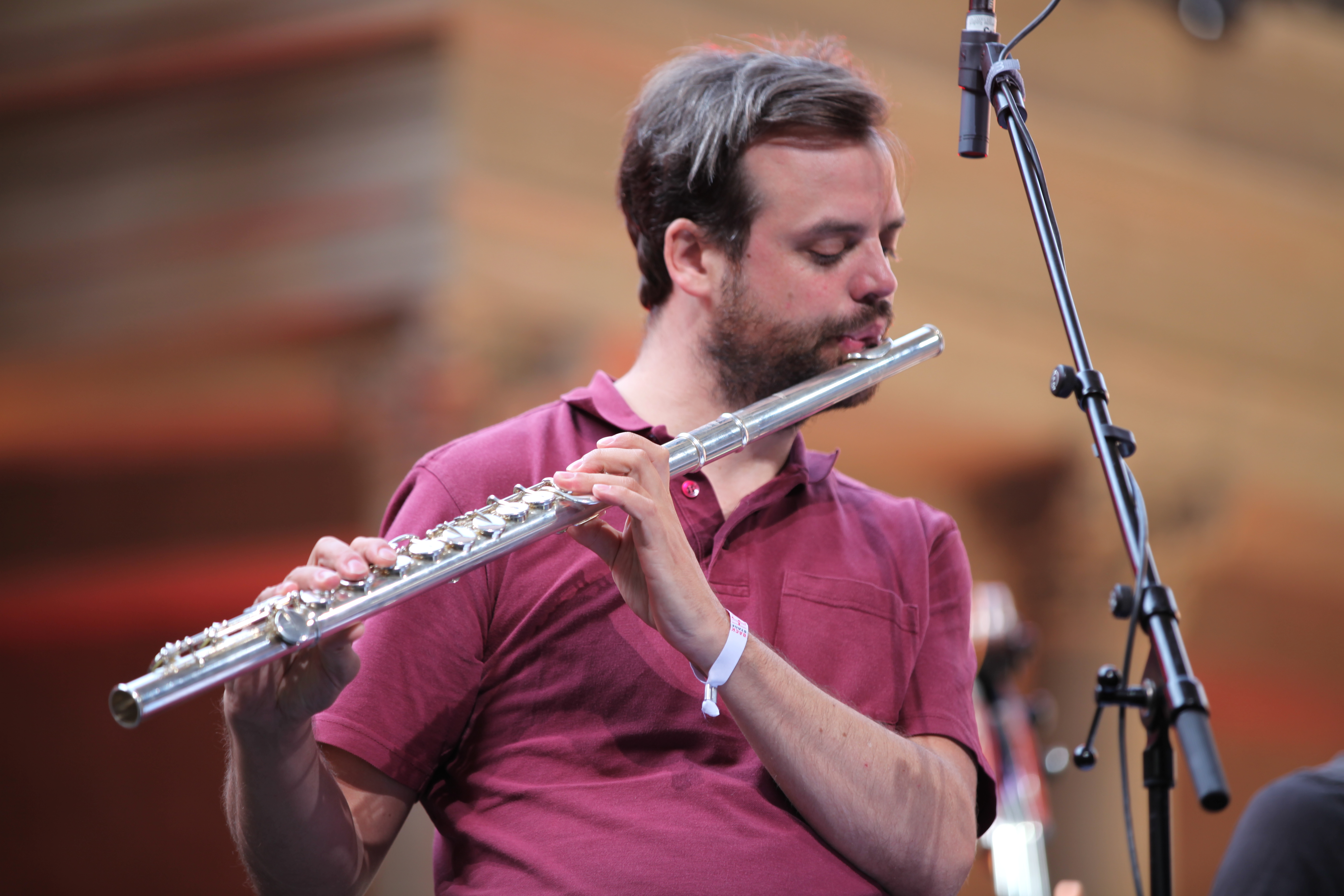
Oliver Roth (2015)

Oliver Roth (Winterthur, 1977) is een Zwitserse jazz-fluitist.

## Biografie
Roth kreeg vanaf zijn elfde les in klassiek fluitspelen. Hij studeerde aan de Muziekacademie Bazel en de Zürcher Hochschule der Künste onder Günter Wehinger, Dani Blanc, Brigitte Briener en Miriam Dickinson. Daarbij bezocht hij workshops en masterclasses van David Liebman, Esbjörn Svensson, George Gruntz en Wolfgang Muthspiel.
Sinds 1994 heeft hij talrijke concerten gegeven in Europa, Zuid-Korea en Kazachstan. Hij speelde in een duo met de pianist Reto Straub en richtte met Straub, Martin Wyss en Michi Stulz zijn kwartet Humour’s Humidity op waarmee hij in 2009 bij Unit Records zijn debuutalbum uitbracht. Hij toerde als lid van Andromeda Mega Express Orchestra, Alien Ensemble van Micha Acher en Kombinat Alpenrösli. Verder speelde hij mee op opnames van The Notwist.